# Longford GAA
Le LongfordCounty Board of the Gaelic Athletic Association ou plus simplement Longford GAA est une sélection de sports gaéliques basée dans la province du Leinster. Elle est responsable de l’organisation des sports gaéliques dans le Comté de Longford et des équipes qui le représente dans les rencontres inter-comtés. 

## Histoire
En dépit du petit nombre d’habitants dans le Comté, Longford a réussi à remporter quelques titres comme la Ligue nationale de football gaélique en 1966 et le championnat du Leinster de football gaélique en 1968. La Comté a aussi donné aux sports gaéliques quelques-uns des plus grands sportifs du pays. Les équipes du Comté de Longford portent une tenue bleu royal et or. Jusqu’en 1918 ces couleurs étaient le vert et l’or.
Le football gaélique est le sport dominant dans le Comté. Les deux plus grandes années de Longford sont sans conteste 1966 et 1968. Ces années là l’équipe senior remporte successivement la Ligue nationale et le championnat du Leinster. Cet exploit ne sera plus jamais réalisé par la suite. En 1970 Longford se hisse en demi-finale du championnat du Leinster pour la quatrième fois en six ans, mais sans succès. Ce n’est qu’en 1988 que Longford peut à nouveau rivaliser avec les grandes équipes du Leinster avec une finale jouée  et perdue contre Dublin GAA.

## Palmarès

### Football gaélique
- Ligue nationale de football gaélique: 1
  - Vainqueur en 1966
- Championnat du Leinster:  1
  - 1968